# Hildegard Dreyer
Hildegard Dreyer (* 30. Juli 1910; † 21. Januar 1998) war eine deutsche Schauspielerin.

## Leben
Erste Theatererfahrungen sammelte Hildegard Dreyer in Berlin, bevor sie von 1933 bis 1936 als jugendlich sentimentale Liebhaberin am Theater in Meiningen engagiert wurde. Hier lernte sie ihren späteren Ehemann, den Schauspieler Herbert Körbs kennen, mit dem sie oft gemeinsam auf der Bühne stand, so auch 1935 als das klassische Liebespaar Ferdinand und Luise in Friedrich Schillers Kabale und Liebe. Ihre gemeinsame Tochter Ursula Körbs stand bereits als Kind auf der Bühne und wurde auch Schauspielerin.

## Filmografie
- 1931: Mädchen in Uniform
- 1932: Theodor Körner

## Theater
- 1935: Friedrich Schiller: Kabale und Liebe (Luise) Regie: ?  (Theater Meiningen)